# The Impressionists
The Impressionists è una mini-serie tv in quattro parti del 2006 diretta da Tim Dunn e basata sulla corrente pittorica degli Impressionisti.